# كينيث ستيوارت
كينيث ستيوارت هو عسكري كندي، ولد في 9 سبتمبر 1891 في تروا ريفيير في كندا، وتوفي في 3 نوفمبر 1945 في أوتاوا في كندا.